# بیور سیتی (نبراسکا)
بیور سیتی(به انگلیسی: Beaver City) شهری در ایالت نبراسکا کشور ایالات متحده آمریکا است که جمعیت آن در سرشماری سال ۲۰۱۰ میلادی، ۶۰۹ نفر بوده‌است.